# Conus cordigera
Conus cordigera é uma espécie de gastrópode do gênero Conus, pertencente a família Conidae.

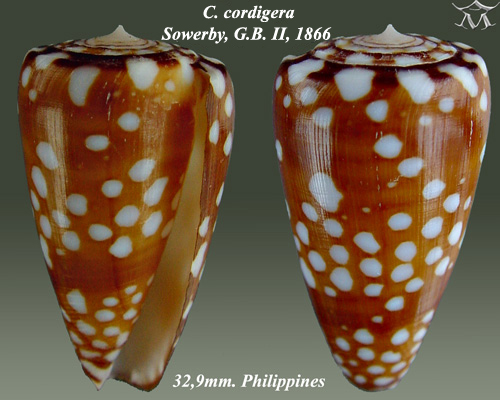